# 源朝長
源朝長（1143年—1160年2月8日、康治二年 - 元年12月29日），日本平安時代晚年的武士。源義朝次男，兄長是義平。官位是中宮大夫進。最後因為中箭使腳步難走，朝長自盡身亡，亦有指父親派人暗殺。